# Cornulella
Cornulella is een geslacht van sponsdieren uit de klasse van de Demospongiae (gewone sponzen).

## Soorten
- Cornulella amirantensis van Soest, Zea & Kielman, 1994
- Cornulella lundbecki Dendy, 1922
- Cornulella minima (Vacelet, Vasseur & Lévi, 1976)
- Cornulella purpurea (Hancock, 1849)
- Cornulella santamartae van Soest, Zea & Kielman, 1994
- Cornulella tyro van Soest, Zea & Kielman, 1994